# Pics de Birchall
Les pics de Birchall sont un ensemble de trois sommets d'Antarctique occidental situés sur la côte nord de la péninsule de Guest, face à la baie de Block, au nord-ouest de la terre Marie Byrd. Cette formation a été baptisée en l'honneur du journaliste américain Frederick T. Birchall.